# 弥生 (歌手)

弥生（やよい、1975年6月16日 - ）は、日本の女性歌手、モデル。本名は非公表。神奈川県座間市出身。父は山形県新庄市出身。スノー所属。出身校は相武台幼稚園、相武台東小学校、座間市立座間中学校、神奈川県立上鶴間高等学校（学区外進学）。2004年5月にデビュー。エイベックス・マネジメント所属。
女優の小雪は実妹。俳優の松山ケンイチは義弟。

## 来歴
- 3歳でピアノを始め、中学時代は吹奏楽部でフルート、高校時代はバンドでドラムを担当。同時期にフェンシングで県大会2位という経歴も併せもつ。
- 18歳からはモデルとしてCM、雑誌、コレクションなどで活躍する。1998年ビョークのライブを見て衝撃を受け、その後、本格的に曲作りを始める。
- 2004年、BMGよりアルバム『SUNRISE』でメジャーデビュー。
- 2007年、美術商を営む男性と結婚（2011年に離婚）[2]。
- 2008年、エイベックス・エンタテインメントに移籍。
- 2009年、ファッションブランド『gingerlily』を立ち上げる。
- 2013年10月、事務所の分社により、エイベックス・ヴァンガードに所属する[3]。
- 2017年の4月から、事務所が吸収合併されたためエイベックス・マネジメントに所属。
- 2019年5月、自身のインスタグラムにて妊娠していること、同年夏に出産予定であることを明らかにした[2]。9月17日、第1子男児の出産を報告[4]。

## エピソード
- 2007年に妹の小雪が『オーラの泉』（テレビ朝日）に出演した際、同行していた弥生に強い霊感があると美輪明宏に言われた。自身でも霊感について度々話すことがある。
- かなりの美容通[独自研究?]。
- 『週末のシンデレラ 世界!弾丸トラベラー』で共演した椿鬼奴とはプライベートでも定期的に火鍋を食べにいく仲。
- 妹とは、2008年にテレビで初共演した[5]。また、後にイベントで共演した事もある[6]。

## ディスコグラフィー

### シングル
1. 途切れない愛のメッセージ（2008年3月5日）

### アルバム
1. SUNRISE（2004年5月26日）
  - 9曲収録。全曲本人による作詞（弥生ケイト）。1曲目・7曲目はAKの作曲（これ以外は本人による作曲）。
2. &i（2008年10月22日）
3. もうひとりの私（2009年10月7日）

### タイアップ
| 曲名                     | タイアップ                                   |
| ------------------------ | -------------------------------------------- |
| Day＆Night               | TBS系「チューボーですよ!」エンディングテーマ |
| Let's go for a long walk | ホークスタウン「Sea Halk Wedding」CMソング   |
| 途切れない愛のメッセージ | TBS系ドラマ「だいすき!!」挿入歌              |

## 出演

### テレビ

#### レギュラー
- 魔法瓶とワタシの旅（2006年10月7日 - 2007年4月6日、旅チャンネル、全6話）

「#1 湘南」
「#2 長野 小布施」
「#3 東京 谷中」
「#4 奈良県 奈良町」
「#5 京都 嵐山」
「#6 神奈川 横浜」
- 知求人（2008年10月5日 - 、テレビ静岡、毎週日曜11:45 - 11:50） - ナレーションを担当。また、番組スポンサー・電器堂のTVCMナレーションや特番のナビゲーターも務める。

#### バラエティー・情報
- @サプリッ!（2004年6月6日、日本テレビ）
- 汐留スタイル!（2004年6月8日、日本テレビ）
- F2-X（2004年6月25日、フジテレビ）
- 情報プレゼンター とくダネ!（2004年9月17日、フジテレビ）
- オビラジR（2008年3月3日、TBS）
- 月刊Melodix!（2008年3月14日）
- 音リコ（2008年3月24日、日本テレビ）
- 音の素（2009年10月15日、日本テレビ）
- 見ごろ食べごろ〜四元奈生美のおしゃべり散歩（2009年10月30日、TOKYO MX）
- SMAP×SMAP（2009年11月3日、フジテレビ）
- 音笑！MMM（2011年11月3日、日本テレビ）
- 行列のできる法律相談所（2011年5月1日、日本テレビ）
- 週末のシンデレラ 世界!弾丸トラベラー（2011年8月27日、日本テレビ）
- しあわせメソッド（2011年6月9日・6月16日、フジテレビ）
- ボクらの時代（2012年1月11日、フジテレビ）
- 食の国（ニッポン）を救え！〜食の安全と復興〜（2012年2月20日、BSフジ）

### CM
- マスターフーズ「DOVE」（2004年9月 - ）
- 資生堂「UV WHITE」（2005年2月21日 - ）
- 明治乳業企業CM音楽タイアップ（2005年10月9日 - ）
- P&G「SK-II」音楽タイアップ（2009年8月 - ）
- サントリー「鉄骨飲料」（2010年3月30日 - ）
- マダム・アルバ（2010年1月20日 - ）

### ラジオ

#### レギュラー
- OMOTESANDO BREEZE（2005年10月3日 - 2006年3月31日、InterFM）　- 月曜から金曜（12:00 - 13:00）担当。表参道TRAP/Uに特設していたサテライトスタジオより生放送していた。
- 佐川急便 Music Souvenir（2006年4月1日 - 、TOKYO FM系列全国ネット）
- MAGIC LIVE（2007年7月7日 - 、TOKYO FM）

### 雑誌
- NYLON JAPAN
- eyeco
- ecocolo
- 美的（小学館）
- Precious（小学館）
- ダ・ヴィンチ
- からだにいいこと
- LEE（集英社）
- MAQUIA（集英社）
- Domani（小学館）
- FRaU（講談社）
- VoCE（講談社）
- 週刊新潮書評（2011年3月25日）
- Numero TOKYO（扶桑社）